# Liste der Einträge im National Register of Historic Places im Lawrence County (Missouri)

Lage des Lawrence County in Missouri

Die Liste der Einträge im National Register of Historic Places im Lawrence County in Missouri führt die Bauwerke und historischen Stätten im Lawrence County auf, die in das National Register of Historic Places aufgenommen wurden.
| [ 3 ] | Name                                          | Bild                       | Eintragsdatum        | Lage                                                   | Ort          | Beschreibung              |
| ----- | --------------------------------------------- | -------------------------- | -------------------- | ------------------------------------------------------ | ------------ | ------------------------- |
| 1     | Lawrence County Bank Building                 |                            | 2005 ID-Nr. 05000119 | 100 West Commercial Street 36° 56′ 41″ N, 94° 0′ 10″ W | Pierce City  |                           |
| 2     | Lawrence County Courthouse                    | Lawrence County Courthouse | 1980 ID-Nr. 80002374 | City Square 37° 6′ 12″ N, 93° 49′ 6″ W                 | Mount Vernon |                           |
| 3     | Old Spanish Fort Archeological Site           |                            | 1971 ID-Nr. 71000469 | Adresse nicht veröffentlicht                           | Mount Vernon | Archäologische Fundstätte |
| 4     | Pierce City Fire Station, Courthouse and Jail |                            | 1998 ID-Nr. 98001108 | Walnut Street 36° 56′ 44″ N, 94° 0′ 11″ W              | Pierce City  |                           |